# Лауфен ам Некар
Лауфен ам Некар (на немски: Lauffen am Neckar, в превод Лауфен на Некар) е град в Югозападна Германия, област Хайлброн на провинция Баден-Вюртемберг. Разположен е на река Некар, на 9 km югозападно от Хайлброн и на 30 km северно от Щутгарт. Градът има около 11 100 жители (2004).

## Личности
Родени
- Фридрих Хьолдерлин (1770 – 1843), писател